# Pseudolophozia sudetica
Pseudolophozia sudetica là một loài Rêu trong họ Lophoziaceae. Loài này được (Nees ex Huebener) Konstant. & Vilnet mô tả khoa học đầu tiên năm 2009.